# Georges Scelle

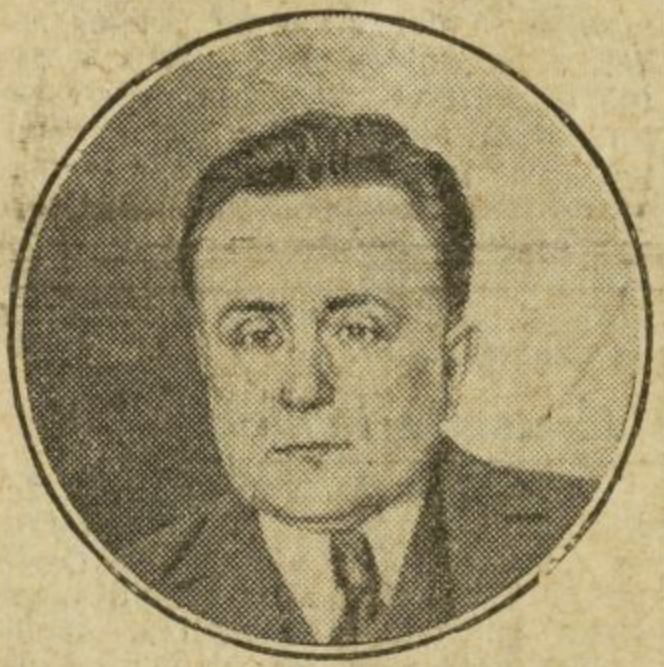
Georges Scelle (1925)

Georges Auguste Jean Joseph Scelle (* 19. März 1878 in Avranches; † 8. Januar 1961 in Paris) war ein französischer Jurist, der im Bereich des Völkerrechts wirkte. Er war von 1912 bis 1932 an der Universität Dijon sowie anschließend bis 1948 an der Universität Paris tätig und gehörte von 1948 bis 1960 der Völkerrechtskommission der Vereinten Nationen an. Darüber hinaus amtierte er langjährig am Verwaltungsgericht der Internationalen Arbeitsorganisation sowie als Generalsekretär und später als Mitglied des Kuratoriums der Haager Akademie für Völkerrecht. Zu den inhaltlichen Schwerpunkten seines Schaffens zählten insbesondere der Minderheitenschutz, das Seevölkerrecht, das internationale Arbeitsrecht und das Mandat des Völkerbundes.
Zentrales Element seiner soziologisch geprägten Rechtsphilosophie war die Solidarität zwischen individuellen Menschen, die er als Basis des Rechts, der Gesellschaft sowie der staatlichen und internationalen Ordnung betrachtete. Obwohl seine darauf basierenden Ansichten zur Konzeption des Völkerrechts und der internationalen Beziehungen nach seinem Tod durch den Aufstieg der Denkschule des Realismus an Bedeutung verloren, gilt er neben Hersch Lauterpacht als einer der einflussreichsten Völkerrechtler seiner Zeit. In Anerkennung seines Wirkens wurde er unter anderem in das Institut de Droit international und als Ehrenmitglied in die Amerikanische Gesellschaft für internationales Recht aufgenommen sowie zum Offizier der Ehrenlegion ernannt.

## Leben

### Akademische Laufbahn

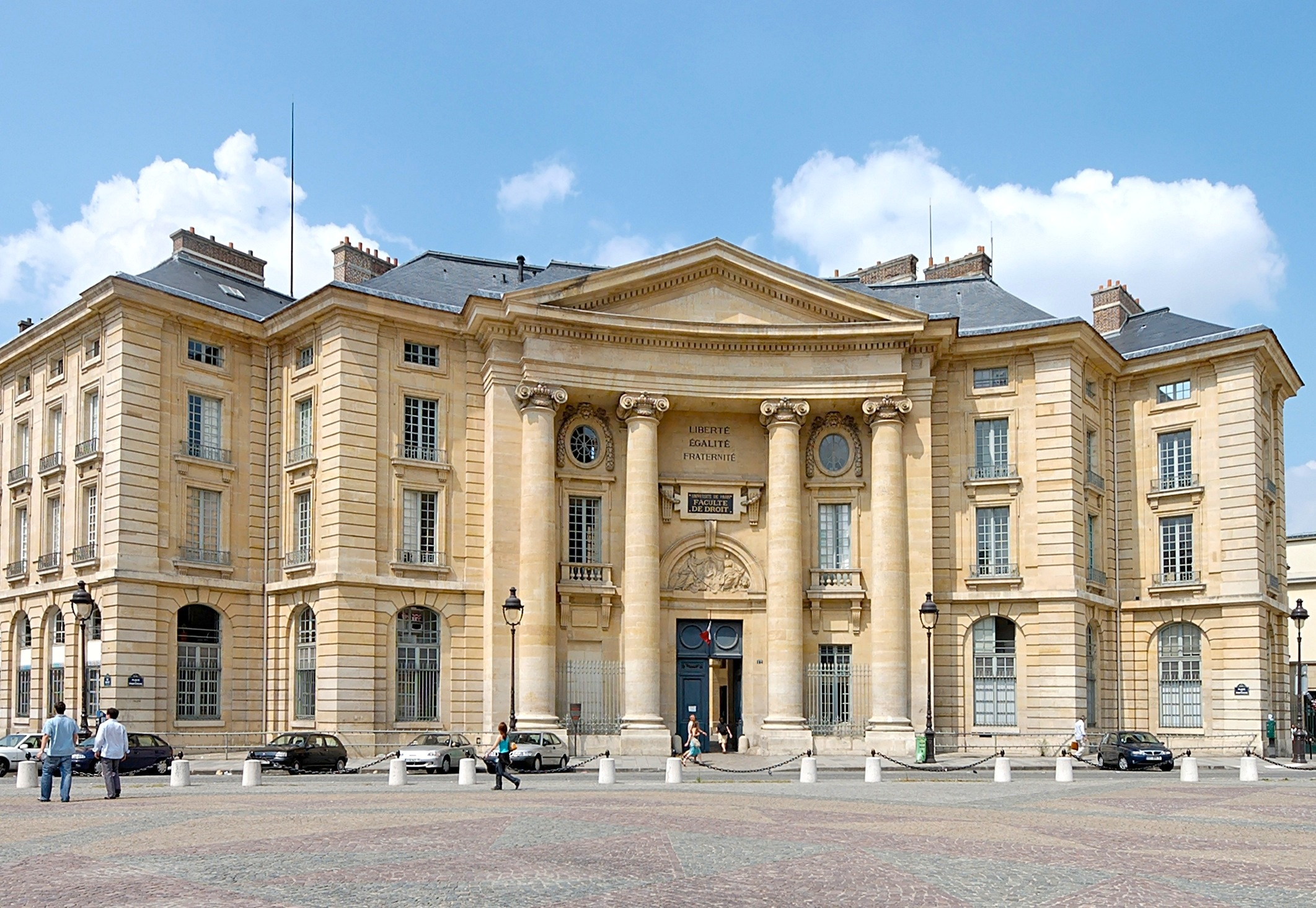
Das Hauptgebäude der ehemaligen Faculté de droit et des sciences économiques der Universität Paris, an der Georges Scelle seine akademische Ausbildung erhielt und später selbst als Professor tätig war

Georges Scelle wurde 1878 als Sohn eines Rechtsanwalts in Avranches in der Normandie geboren. Nach dem Schulbesuch in seiner Heimatstadt absolvierte er an der Universität Paris sowie der École libre des sciences politiques ein Studium der Rechts- und Politikwissenschaften, das er 1906 mit einer durch Antoine Pillet betreuten Dissertation abschloss. Anschließend nahm er, jedoch ohne Erfolg, an der Agrégation teil, der Zulassungsprüfung für eine universitäre Lehrtätigkeit in Frankreich. In der Folgezeit wirkte er 1907 als Sekretär der brasilianischen Delegation zur zweiten Haager Friedenskonferenz sowie der amerikanischen Delegation im Schiedsverfahren Orinoco Steamship Company zwischen den USA und Venezuela vor dem Ständigen Schiedshof in Den Haag. In den tiefgreifenden politischen Konflikten Frankreichs, die um die Jahrhundertwende und den nachfolgenden Jahren aus der Dreyfus-Affäre resultierten, zählte er bezüglich des Verhältnisses von Staat und Individuum zum Lager derjenigen, welche den Staat kritisch betrachteten.
Nachdem er von 1908 bis 1910 als Professor für Völkerrecht an der Universität Sofia tätig gewesen war, kehrte er nach Frankreich zurück, wo er 1910/1911 an der juristischen Fakultät in Dijon und 1911/1912 in Lille unterrichtete. Er bestand 1912 die Agrégation und erhielt anschließend eine Stelle an der Universität Dijon, an der er für die Fächer Völkerrecht und Recht der Wirtschaftsbeziehungen zuständig war. Mit Beginn des Ersten Weltkrieges und seiner Einberufung zum Wehrdienst wurde er Rechtsberater im Hauptquartier der achten Französischen Armee. Nach dem Ende des Krieges nahm er seine Tätigkeit an der Universität Dijon wieder auf. An der öffentlichen Debatte in Frankreich beteiligte er sich in der Nachkriegszeit unter anderem als scharfer Kritiker der Ruhrbesetzung.
Im Februar 1925 wurde er von François Albert, dem damaligen Minister für öffentliche Bildung, zum Professor für Völkerrecht an der Universität Paris ernannt. Da der Fakultätsrat für diese Position jedoch an erster Stelle den katholisch-konservativen Louis Le Fur nominiert hatte, stieß dieses Vorgehen auf nahezu einhellige Ablehnung sowohl bei den Angehörigen der Fakultät als auch bei konservativen und monarchistischen Studenten, unter anderem aus der Action française. Während Scelles erster Vorlesung am 2. März 1925 kam es zu gewalttätigen Auseinandersetzungen, fortgesetzte Demonstrationen führten in den folgenden Wochen zur Suspendierung des Dekans der Fakultät und zu deren vorübergehender Schließung. Diese als Affaire Scelle bezeichnete Auseinandersetzung, die vorrangig um Fragen der universitären Autonomie geführt wurde, endete mit dem Rücktritt Scelles am 11. April 1925 und der Berufung des von der Fakultät ausgewählten Kandidaten.
Von 1929 bis 1932 unterrichtete Georges Scelle sowohl in Dijon, wo er 1927 eine ordentliche Professur erhielt, als auch an der Universität Genf und am Genfer Hochschulinstitut für internationale Studien sowie 1930 im Rahmen des Davoser Hochschulkurses. Er akzeptierte 1932 einen Ruf an die Universität Paris, an der er ab 1933 tätig war und sich 1948 im Alter von 70 Jahren von seinen Lehrverpflichtungen zurückzog.

### Internationale Aktivitäten
Im diplomatischen Bereich war Georges Scelle unter anderem in den 1920er Jahren als Berater der französischen Delegation zur Versammlung des Völkerbundes tätig, an deren letzter Sitzung er 1946 selbst als Delegierter teilnahm. Von 1920 bis 1958 wirkte er im Expertenausschuss zu den Übereinkommen der Internationalen Arbeitsorganisation. Außerdem gehörte er während dieser Zeit 20 Jahre lang dem Verwaltungsgericht der Internationalen Arbeitsorganisation beziehungsweise dessen Vorgängerinstitution, dem Verwaltungsgericht des Völkerbundes, an. Darüber hinaus fungierte er 1924/1925 auch als Abteilungsleiter im französischen Arbeitsministerium. Ab 1950 war er Mitglied des Ständigen Schiedshofs. Für die Haager Akademie für Völkerrecht, an der er 1933 und 1936 auch unterrichtete, fungierte er von 1935 bis 1958 zunächst als erster Sekretär des Präsidenten und später als Generalsekretär, sowie von 1958 bis zu seinem Tod als Mitglied des Kuratoriums.
Vor dem Internationalen Gerichtshof wirkte er 1948 in einem Fall (Conditions of Admission of a State to Membership in the United Nations), in welchem das Gericht ein Gutachten zu den Voraussetzungen für die Aufnahme eines Staates in die Vereinten Nationen erstellen sollte, als Berater Frankreichs. In einem weiteren Fall (Asylum Case Colombia v. Peru) um die Gewährung von Asyl durch den kolumbianischen Botschafter in Lima für Víctor Raúl Haya de la Torre, den von den peruanischen Behörden wegen des Vorwurfs der Organisation eines bewaffneten Aufstandes gesuchten Gründer der Partei Alianza Popular Revolucionaria Americana, trat er als Berater Perus auf. Von 1948 bis 1960 gehörte er der Völkerrechtskommission der Vereinten Nationen an und fungierte zeitweise als deren Präsident.
Georges Scelle war verheiratet und hatte keine Kinder. Er starb 1961 in Paris.

## Wirken

### Rechtsphilosophische und politische Ansichten

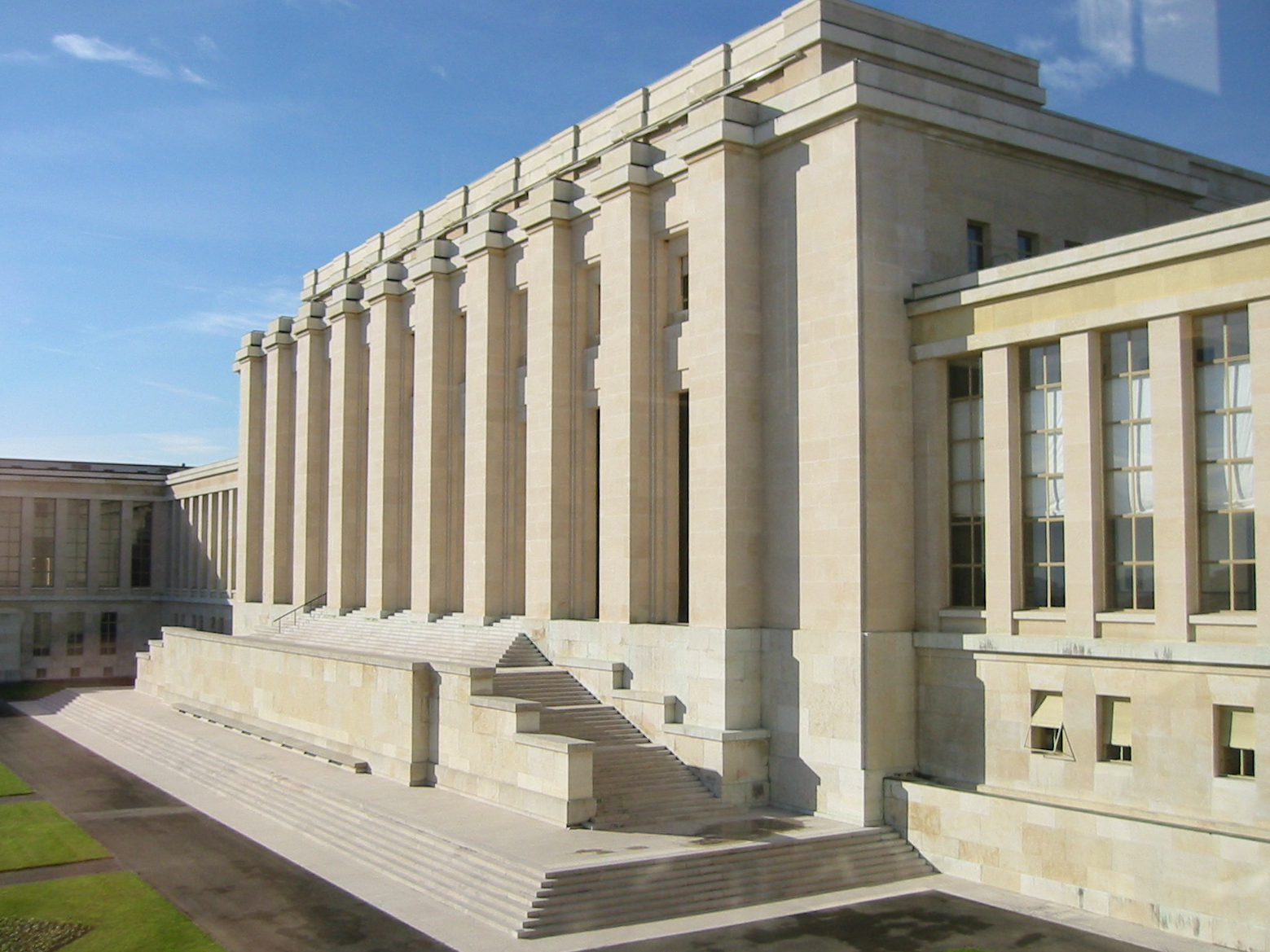
Die Entstehung des in Genf ansässigen Völkerbundes, dessen Mandat zu den Schwerpunkten des Wirkens von Georges Scelle zählte, sah er als Folge einer föderalen Entwicklung der Weltgemeinschaft

Georges Scelle galt hinsichtlich seiner politischen Positionen als links-liberal bis sozialistisch sowie als überzeugter Unterstützer einer Organisation der internationalen Ordnung, wie sie in Form des Völkerbundes und später der Vereinten Nationen umgesetzt wurde. Den Ersten Weltkrieg betrachtete er als Ende nationalstaatlichen Souveränitätsdenkens in den Sozial- und Politikwissenschaften zugunsten eines methodologischen Individualismus. Souverän sei seiner Meinung nach allein das Recht, und jedes Subjekt, das sich als souverän bezeichnen würde, würde sich über das Recht erheben und dieses verleugnen.
Menschen als Individuen seien seiner Meinung nach aufgrund ihrer Bedürfnisse durch solidarischen Zusammenhalt in verschiedener Form und Intensität miteinander verbunden, worin er die Basis des gesellschaftlichen Lebens sah. Hinsichtlich des Solidaritätsbegriffes folgte er der soziologischen Theorie Émile Durkheims, der eine durch gemeinsame Anschauungen und Gefühle geprägte „mechanische Solidarität“ in segmentären Gesellschaften von einer progressiven und vor allem durch Arbeitsteilung und Kooperation gekennzeichneten „organischen Solidarität“ nicht-segmentärer Gesellschaften unterschied. Staaten, deren Bedeutung er entmystifizieren wollte, betrachtete er dabei als sich aus rein praktischen Zwecken ergebende sowie zufällige und vergängliche Ergebnisse solcher Solidarität zwischen individuellen Menschen.
Sie entstünden durch Zusammenschluss kleinerer, durch Zusammenhalt gekennzeichneter Gemeinschaften wie Familien sowie lokalen und regionalen Strukturen zu größeren Einheiten, könnten umgekehrt aber auch wieder in kleinere Bestandteile zerfallen. Gleiches würde auch für supranationale beziehungsweise internationale Organisationen und die „Weltgemeinschaft“ (Civitas maxima) sowie für nichtstaatliche Institutionen wie beispielsweise die Arbeiterbewegung oder Glaubensgemeinschaften gelten. Die Entstehung des Völkerbundes sah er diesbezüglich als Ergebnis einer solchen Entwicklung der modernen Gesellschaft in Richtung einer föderalen Hierarchie. Die Rechtsphilosophie von Georges Scelle war somit weder positivistisch noch pragmatisch geprägt, sondern basierte vielmehr auf einer als idealistisch wahrgenommenen sowie durch einen radikalen Anthropozentrismus gekennzeichneten und soziologisch ausgerichteten Theorie des Rechts.
Aufgabe des Rechts sei seiner Meinung nach die ausgewogene Verteilung von Zuständigkeiten an Individuen, welche diese Kompetenzen an den Interessen der Gemeinschaft orientiert auszuüben hätten. Eine zentrale Maxime seiner Rechtsphilosophie war der Grundsatz, dass das Recht die Verbindung von Ethik und Macht sei. Das positive Recht, das er ebenso wie das sich aus gesellschaftlichen Notwendigkeiten ergebende „objektive Recht“ (droit objectif) vom vernunftbasierten und unveränderlichen Naturrecht abgrenzte, und die Institutionen zu dessen Durchsetzung betrachtete er dabei als Ausdruck der aus der individuellen Solidarität resultierenden gesellschaftlichen Normen und damit als notwendige Grundlage der Gesellschaft. In diesem Sinne war er auch der Meinung, dass durch Verträge kein Recht entstehen würde, sondern dass diese vielmehr verkündenden Charakter hätten.
Zweites Definitionskriterium des Rechts neben dem Solidaritätsprinzip sei der „Drang nach Sanktionierung“. In diesem Sinne ergab sich für ihn das positive Recht aus der Übertragung des objektiven Rechts in sanktionierte individuelle Kompetenzen. Zwischen nationalem und internationalem Recht sowie zwischen Privat- und öffentlichem Recht sah er keine normativen Unterschiede. Als einziges „echtes“ Rechtssubjekt betrachtete er das mit Freiheiten und Grundrechten ausgestattete Individuum. Auch die Grundlage der internationalen Beziehungen sei letztendlich nicht das Nebeneinander von Staaten, sondern die gegenseitige Durchdringung von Völkern auf der Basis individuellen Umgangs und gegenseitiger Kontakte über Ländergrenzen hinweg. Das Völkerrecht diene in diesem Sinne der Regulierung der Beziehungen zwischen Individuen, welche die ihnen übertragenen Kompetenzen im Auftrag ihrer jeweiligen Staaten ausüben würden.
Als größte Schwäche der internationalen Ordnung seiner Zeit sah er das Fehlen von angemessenen legislativen, judikativen und exekutiven Institutionen, die im Auftrag der internationalen Gemeinschaft handeln könnten. Die Aufgaben solcher Organe sollten seiner Meinung nach, im Sinne einer Rollenteilung (dédoublement fonctionnel), die Vertreter der nationalen Exekutivstrukturen der Staaten übernehmen.

### Lebenswerk

Titelseite der 1906 erschienenen Dissertationsschrift von Georges Scelle, einer soziologisch-historischen Abhandlung zum spanischen Sklavenhandel

Zu den völkerrechtlichen Themen, denen sich Georges Scelle widmete, zählten beispielsweise der Minderheitenschutz, das Seevölkerrecht, das internationale Arbeitsrecht und das Mandat des Völkerbundes. Im Bereich des Seevölkerrechts betrachtete er, abweichend von der staatlichen Praxis der Meeresgliederung in Zonen mit unterschiedlichen Hoheits- und Nutzungsrechten, die Ozeane in ihrer Gesamtheit einschließlich der Hoheitsgewässer, des Kontinentalschelfs und der hohen See als Teil des internationalen Allgemeinguts (domaine public international). Weitere seiner Arbeiten betrafen Fragen der internationalen Schiedsgerichtsbarkeit sowie der Souveränität und der Anerkennung von Staaten. Diesbezüglich war er ein Vertreter der deklarativen Theorie der staatlichen Souveränität, nach der die Existenz eines Staates beim Vorliegen bestimmter Merkmale unabhängig von der Anerkennung durch andere Staaten ist. Darüber hinaus beschäftigte er sich, aus einer soziologischen Perspektive, auch mit rechts- und wirtschaftshistorischen Themen. So gilt seine unter dem Titel „La traite négrière aux Indes de Castille“ in zwei Bänden veröffentlichte Dissertationsschrift als Klassiker zu den rechtlichen und wirtschaftlichen Aspekten des spanischen Sklavenhandels. Sein wichtigstes Werk war die in den 1930er Jahren in zwei Bänden erschienene Abhandlung „Précis de droit des gens“, die auch Jahrzehnte nach seinem Tod noch nachgedruckt wurde.
Für die in seinen Veröffentlichungen zum Ausdruck kommende Gedankenwelt waren neben seinen rechtsphilosophischen Ansichten eine individualistische und rationalistische Grundhaltung sowie ein Glauben an Fortschritt durch wissenschaftliche Erkenntnisse prägend. Der sprachliche und argumentative Stil der Schriften von Georges Scelle wurde als faszinierend und elegant sowie intensiv und nachdrücklich charakterisiert. Zu seinen akademischen Schülern gehörten unter anderem Guy Ladreit de Lacharrière, der von 1982 bis 1987 als Richter am Internationalen Gerichtshof fungierte, und René-Jean Dupuy, der ab 1979 als Professor am Collège de France wirkte. Mit seinen Ansichten beeinflusste Georges Scelle zu seinen Lebzeiten die Völkerrechtsdoktrin seines Heimatlandes Frankreich ähnlich stark, wie es beispielsweise Hersch Lauterpacht in Großbritannien oder Dionisio Anzilotti in Italien taten. Neben Lauterpacht wird er als einer der bedeutendsten Völkerrechtler seiner Zeit angesehen. Insbesondere nach dem Ende des Zweiten Weltkrieges kam es, unter anderem durch das Wirken von Hersch Lauterpacht, gegenüber der zuvor vorherrschenden rechtspositivistischen Sichtweise zu einer Stärkung naturrechtlich-soziologischer Positionen im Bereich des Völkerrechts, wie sie den Kern der Rechtsphilosophie von Georges Scelle darstellten.
Gleichwohl führten verschiedene Entwicklungen, wie die Intensivierung des Kalten Krieges und des Nahostkonflikts sowie die mit der Dekolonisation einhergehenden Auseinandersetzungen, nach seinem Tod zum Aufstieg eines durch die Denkschule des Realismus geprägten Verständnisses des Völkerrechts und der internationalen Beziehungen. Diese Konzeption, die vor allem durch den Einfluss von Hans Morgenthau und Raymond Aron weite Akzeptanz erlangte, stand Scelles Positionen insbesondere bezüglich des Souveränitätsdenkens und der Rolle des Föderalismus direkt entgegen. Auch seine Ansicht, dass die gesellschaftliche Realität durch Solidarität geprägt sei, verlor durch die internationalen Konflikte in der Zeit nach seinem Tod an Relevanz. Ebenso konnten sich seine Vorstellungen zur ausschließlichen Rolle von Individuen als Rechtssubjekte des Völkerrechts nicht durchsetzen gegenüber der vorherrschenden Auffassung von Staaten als völkerrechtliche Primärsubjekte. Die von ihm als dédoublement fonctionnel bezeichnete Übernahme von Aufgaben der internationalen Rechtsordnung durch nationale Organe nahm zwar mit der zunehmenden Institutionalisierung der internationalen Gemeinschaft ebenfalls an Bedeutung ab, spielt aber unter anderem eine Rolle bei der Umsetzung des supranationalen Rechts der Europäischen Union durch ihre Mitgliedstaaten, beispielsweise bei der Realisierung der Unionsbürgerschaft über das nationale Staatsbürgerschaftsrecht.

## Auszeichnungen und Würdigung
Georges Scelle war ab 1929 assoziiertes und ab 1947 ordentliches Mitglied des Institut de Droit international, für das er außerdem 1948 als Vizepräsident fungierte. Von der Amerikanischen Gesellschaft für internationales Recht wurde er 1950 zum Ehrenmitglied ernannt. Für seine Verdienste wurde ihm darüber hinaus die Ehrendoktorwürde der Universitäten in Brüssel und Genf verliehen. Er war außerdem Träger des Croix de guerre 1914–1918, Offizier der Ehrenlegion, sowie Träger des Großkreuzes des Ordens El Sol del Perú, Kommandeur des Ordens de Isabel la Católica und des Ordens von Oranien-Nassau sowie Ritter des bulgarischen Zivilverdienstordens.
Eine Festschrift zu Ehren von Georges Scelle erschien 1949/1950 unter dem Titel „La technique et les Principes du droit public“. Nach ihm benannt sind der Place Georges Scelle, an dem sich in seiner Geburtsstadt Avranches die von ihm absolvierte Schule befindet, sowie der seit 1963 von der Universität Paris vergebene Prix Georges Scelle. In der ersten Ausgabe der Fachzeitschrift European Journal of International Law erschien 1990 in der Rubrik „The European Tradition in International Law“ eine Sammlung mehrerer Artikel über sein Leben und Wirken. An der Universität Dijon fand 2011 anlässlich des 50. Jahrestages seines Todes eine Konferenz unter dem Titel „L’actualité de Georges Scelle“ statt.

## Werke (Auswahl)
- La traite négrière aux Indes de Castille. Paris 1906
- La morale des traités de paix. Paris 1920
- La Société des Nations, sa nécessité, son but, ses origines, son organisation. Dijon 1922 (zweite Auflage, Paris 1924)
- Le droit ouvrier. Paris 1922, 1929
- Précis de droit des gens. Principes et systématique. Zwei Bände. Paris, 1932 und 1934
- Théorie juridique de la révision des traités. Paris 1936
- Manuel élémentaire de droit international public. Paris 1943
- Droit international public. Paris 1934
- Manuel de droit international public. Paris 1948

## Weiterführende Veröffentlichungen
- Charles Rousseau: Georges Scelle (1878–1961). In: Revue Générale de Droit International Public. Editions A. Pedone, Paris 1961, S. 5–19
- Hans Kelsen, Kurt Ringhofer, Robert Walter: Auseinandersetzungen zur reinen Rechtslehre: Kritische Bemerkungen zu Georges Scelle und Michel Virally. Springer-Verlag, Wien und New York 1987, ISBN 0-387-81950-9
- Oliver Diggelmann: Anfänge der Völkerrechtssoziologie: Die Völkerrechtskonzeptionen von Max Huber und Georges Scelle im Vergleich. Schulthess Juristische Medien, Zürich 2000, ISBN 3-7255-4020-9
- Anja Wüst: Das völkerrechtliche Werk von Georges Scelle im Frankreich der Zwischenkriegszeit. Reihe: Studien zur Geschichte des Völkerrechts. Band 13. Nomos, Baden-Baden 2007, ISBN 3-8329-2688-7
- Eric De Payen: Georges Scelle (1878–1964): Un penseur français de la liberté individuelle internationale. Editions universitaires europeennes, Saarbrücken 2011, ISBN 6-13-156881-2
- Charalambos Apostolidis (Hrsg.), Hélène Tourard (Hrsg.): Actualité de Georges Scelle. Éditions universitaires de Dijon, Dijon 2013, ISBN 978-2-36441-065-7